# Tropidia albistylum
Tropidia albistylum är en tvåvingeart som beskrevs av Macquart 1847. Tropidia albistylum ingår i släktet eldblomflugor, och familjen blomflugor. Inga underarter finns listade i Catalogue of Life.